# 平睿
平 睿（へい えい、生没年不詳）は、五胡十六国時代の人物。燕郡薊県の出身。

## 生涯
前燕に仕えていたが滅亡後、370年12月、前秦に仕え、宣威将軍に任じられた。
光烈将軍に任じられた。
384年1月、前秦の冠軍将軍慕容垂の子の慕容農は、燕復興のための挙兵を周囲に呼びかけた。平睿は兄の汝陰郡太守平幼とともにこれに応じ、燕で挙兵した。
兄の平幼・弟の平規とともに数万の兵を率いて、鄴を攻撃中の燕王慕容垂に合流した。
これ以後の事績は、史書に記されていない。

## 家系

### 兄弟
- 平幼
- 平規
- 平翰